# Traced in Air
Traced in Air är det amerikanska death metal-bandet Cynics andra studioalbum, släppt 2008 av skivbolaget Season of Mist.

## Låtförteckning
1. "Nunc Fluens" – 2:55
2. "The Space for This" – 5:46
3. "Evolutionary Sleeper" – 3:34
4. "Integral Birth" – 3:52
5. "The Unknown Guest" – 4:12
6. "Adam's Murmur" – 3:28
7. "King of Those Who Know" – 6:08
8. "Nunc Stans" – 4:12

## Medverkande
Musiker (Cynic-medlemmar)
- Paul Masvidal – sång, gitarr, gitarrsynth
- Tymon (Tymon Kruidenier) – gitarr, growl
- Sean Reinert – trummor, percussion
- Sean Malone – basgitarr, Chapman Stick

Bidragande musiker
- Amy Correia – sång

Produktion
- Paul Masvidal – producent
- Sean Reinert – producent
- Warren Riker – ljudtekniker, ljudmix
- Chris Bellman – mastering
- Robert Venosa – omslagsdesign, omslagskonst